# Башмаковка
Башмаковка (Башмаково) — деревня в Малоярославецком муниципальном районе Калужской области в составе сельского поселения «Село Недельное». 
Село Башмаково являлось центром Башмаковской волости Малоярославецкого уезда Калужской губернии. 

## Расположение
На северо-востоке располагаются деревни Якимовка и Семендяево, с северо-запада примыкает деревня Михалёво. Деревня Ушаково находится на западе. От пруда в Башмаковке начинается безымянный приток речки Рожни.
В деревне располагается разрушенная церковь Николы Чудотворца.

## История
Ранее через село проходила старая Калужская дорога (Калужский тракт).
В 1859 году село Башмаковка числится казённым. Имеются: православная церковь, сельское приходское училище, колодец. Население  при 63 дворах: 206 мужчин, 203 женщины.
В 1914 году в селе Башмаковка Башмаковской волости Малоярославецкого уезда Калужской губернии проживало 202 мужчины и 185 женщин (387 человек). В селе располагались центр волостного правления и церковно-приходская школа.

## Население
| 1859 | 1914 | 2002 | 2010 |
| ---- | ---- | ---- | ---- |
| 409  | ↘387 | ↘2   | →2   |